# 高杢禎彦
高杢 禎彦（たかもく よしひこ、1962年〈昭和37年〉9月9日 - ）は、日本の歌手、タレント、俳優、著述家。元チェッカーズのサイドボーカル。通称はモク。福岡県久留米市出身。私立柳川高等学校卒業。血液型はA型。現在の所属事務所は地元福岡県にあるフリーダム。

## 来歴
理容室を自営していた夫婦の下に出生。兄弟は他に姉が1人いた。藤井郁弥（現・藤井フミヤ）・尚之兄弟の幼馴染み。
この事については両人「物心ついた頃から隣にいた」と語っている。
当時未成年だったが酒に酔っていた郁弥にチェッカーズ加入を頼み、2度のテストを経て加入。この間、高杢は2回審査に落とされている。又、アマチュア時代のチェッカーズにデビューの話が持ち込まれた際に高杢が無理矢理加入してきたと噂されたが実際は大土井裕二を勧誘しに大土井の自宅までフミヤ、武内と共に出向いてること、徳永善也を車に連れ込み加入を強要した際に車を運転していたのが高杢であることからこの噂はデマと考えられる。チェッカーズではサイドボーカル（コーラス）を担当した。また、活動後期ではオクタパッドを使用することもあった。高杢が作詞やメインボーカルを担当した曲もある。
チェッカーズに属していた当時から俳優活動をしており、バンド解散後に出演した映画『ごろつき2』では凶悪犯の役を務めた。2003年には作家活動を開始し、自らががんを患っていたことや、チェッカーズ時代を書いたエッセイ『チェッカーズ』を発表。そして、その翌年にはエッセイ第2作『ガンが教えてくれた大切なもの』を発表した。同書は後に絶版となった。
私生活では、チェッカーズ時代の1990年12月にレースクイーンをしていた女性と結婚し、一男二女をもうけた。
現在は全国での講演や、妻の旅館の手伝い等をしている。

## 人物・エピソード
- 中学時代は不良グループの番長格だったこと、高杢が中三時そのグループのメンバーが傷害事件を起こし、事件に関連し高杢が久留米警察署に呼び出され事情聴取を受け、（不祥事に関連しての）記録が残っていることを『チェッカーズ』で本人が認めている[要ページ番号]。なお、高杢はこの年久留米市立久留米商業高等学校を受験も不合格となったが、「この不祥事が受験に響いたのでは…。」と『チェッカーズ』内で著した[要ページ番号]。
- 前述の公立高校受験が失敗に終わって、私立柳川高校に入学。当時野球審判になりたいと希望していて野球そのものの心得が必要だと考えて（本人談）」野球部に入部も練習についていけず一年の一学期限りで野球部を退部。なお、野球部の同期にソウルオリンピック野球日本代表を経て日本ハムファイターズに入団した中島輝士が居り、『ガンが教えてくれた大切なもの』でも中島と、当時の柳川高校野球部監督[注 1]を回顧する記述を行った[要ページ番号]。
- 胃ガン発症後はショックから自殺も考えたが、妻の励ましで生きる事を決意。8時間にも及ぶ手術が成功。手術後のリハビリも数メートル歩くのもやっとであったが、無事に回復。仕事も出来る様になり、この事についての講演会も行っている[2][3]。
- 胃ガンの手術で腹部を切った事もあって歌う事に恐怖感があったというが、福岡[どこ?]で、音楽プロデューサーの大内義昭に偶然会い、大内から高杢の声の力強さに歌を歌う事を勧められ、2010年10月10日にTBS系のスペシャル番組『1億3000万人のラブコール 懐かしのスターは今! 壮絶大追跡スペシャル』に出演、チェッカーズのデビュー曲である「ギザギザハートの子守唄」をフルコーラス熱唱した。これを契機に大内と「THE GUN」（ザ・ガン）という音楽ユニットを結成し、以後は2人で音楽活動をすることが多くなっている。大内が手掛けたギラヴァンツ北九州の公式球団歌「燃えろギラヴァンツ〜太陽に向かって〜」も、ライブでは2人が中心になって歌うことが多くなった。
- キャラクターであるリーゼント、ヒゲ、サングラス（伊達メガネ）[4] のうち、1992年のチェッカーズ解散後、高校時代からつけていたヒゲを剃り落としていたが、後に元通り生やすようになった。近年は剃り落としている事の方が多い。
- チェッカーズの解散に関しては、一般的には人気絶頂だったボーカルの藤井郁弥が特権的に振る舞うようになったことがそのきっかけになったという見方が有力だが、高杢が自著で述べた内容によると、むしろ高杢が郁弥をあごで使っていたのが真相だという。一方で、1988年にバンド内での自分の存在意義に悩み脱退をもちかけた高杢を郁弥が引き留めるほど、二人の間には不思議な友情が存在していた[5]。
- 1988年のSCREW SUMMER TOURにて藤井フミヤが前回のコンサートで骨折をしてしまった際に「動けないなら曲を増やした方がいい。」「ステージには階段があるからいつでも休める」と落ち込んでたフミヤを励ます場面があった。
- 2018年にテレビ番組でチェッカーズの再結成について聞かれた際には再結成に肯定的な反応を示していた。

## ソロでの音楽活動

### シングル

#### チェッカーズ在籍中リリース作品
1. 酒なんかいらねえ（1989年9月21日、ポニーキャニオン） - 初のソロは同日リリースのアルバムを含め演歌・歌謡曲路線。MOKU名義でリリース。
2. HONMOKU1971（1991年4月12日、東芝EMI） - 同日リリースの同タイトルアルバムからのシングル・カット。宇崎竜童の作詞作曲、ポニーキャニオン専属であるチェッカーズの現役メンバーだったが、他社である東芝EMIからリリースされた。
3. 愛を抱きしめよう（1991年10月30日、東芝EMI） - 同年4月リリースの同タイトルアルバムからのシングル・カット。作曲をKANが担当。

#### チェッカーズ解散後リリース作品
1. 恥ずかしきことの数々（1993年6月9日、東芝EMI） - かつてチェッカーズ初期の作品の作曲・音楽の指南を担当していた芹澤廣明の作曲。
2. エンジョイパンク（2000年4月5日、NECインターチャネル） - テレビ朝日系アニメ『マシュランボー』エンディングテーマ。Jet's名義でリリース。

### アルバム
全てチェッカーズ在籍中のリリースである。
1. 弱虫 〜ろくでなし〜（1989年10月21日、ポニーキャニオン） - シングル「酒なんかいらねえ」とカップリング曲「小さなピアス」は収録されていない。8曲目の「DOJI」は作詞を武田鉄矢が担当。MOKU名義でリリース。
2. HONMOKU1971（1991年5月2日、東芝EMI） - 全11曲の作曲と内7曲の作詞を宇崎、2曲の作詞を阿木燿子が担当。
3. 愛を抱きしめよう（1991年11月27日、東芝EMI）

## 出演

### テレビ番組

#### 音楽番組
- SOUND ROOF（1990年、日本テレビ）司会

#### テレビドラマ
- 俺たちの探偵物語（1987年、フジテレビ）
- 木曜スペシャル「青春を東海岸にかけた野郎たち! アメリカン・ランナウェイ」（1987年、日本テレビ）
- あそびにおいでョ!（1988年、フジテレビ） - 天城竹夫 役
- 土曜グランド劇場「明日はアタシの風が吹く」（1989年、日本テレビ） - 庄司友彦 役
- ドラマ23「クズ!!!」（1989年、TBS）
- 時間ですよ平成元年 第5話（1989年11月14日、TBS）
- 青春大河ドラマ 野望の国 青春航路 炎の章（1990年、日本テレビ） - 原清彦 役
- 今夜だけのお遊び（1990年、フジテレビ）
- 同窓会（1993年、日本テレビ） - 七月の同級生 役
- 泣きたい夜もある 第22回「同じ空の下で」（1993年9月5日、毎日放送） - 主演・渡 役
- 花王 愛の劇場（TBS）
  - 「お見合いの達人」（1994年） - 福島慶一 役
  - 「ひよこたちの天使」（1996年）
- 十津川警部シリーズ7「豪華特急トワイライト殺人事件」（1995年、TBS） - 青木登 役
- サイコメトラーEIJI 第2話「時計仕掛けのリンゴ」（1997年、日本テレビ） - 布袋結次 役
- 星獣戦隊ギンガマン（1998年、テレビ朝日） - 青山晴彦 役
- リング〜最終章〜 第3話・最終話（1999年、フジテレビ） - 八木 役
- 火曜サスペンス劇場「警視庁鑑識班9」（2000年4月18日、日本テレビ） - 小田島俊 役
- こちら本池上署（2002年、TBS） - 長谷部良和 役
- はるちゃん6（2002年、東海テレビ） - 目正義 役
- 塩カルビ 第7話「店長の過去」（2002年、テレビ神奈川・KBS京都テレビ） - 大河原 役
- 西村京太郎サスペンス　キャリア探偵日菜子の調査ファイル（2003年2月14日、フジテレビ）　- 南社長役
- オウムVS警察 史上最大の作戦（2004年2月24日、日本テレビ） - 林郁夫 役

#### バラエティ
- 夕やけニャンニャン（フジテレビ） - 放送後期木曜のレギュラーを担当。
- 電波結社バババ団（中京テレビ） - 放送初期の司会を担当。
- 田舎に泊まろう!（テレビ東京）
- クイズ☆タレント名鑑（TBS） - 番組内のコーナー「芸能人1分間の嘘イイ話」のテーマソングを担当・クイズコーナー「カラオケ歌われるまで帰れません!」の第1回と第4回に鶴久政治と共に出演。

### ラジオ番組
- スーパーFMマガジン 高杢禎彦のNORU SORU（エフエム東京）
- 高杢禎彦のサンデーヒットパラダイス（日曜7:00 - 12:00 1988年4月 - 1990年10月、ニッポン放送）
- 高杢禎彦のいきいき健康トーク（2005年 - 2007年、熊本放送）
- 高杢禎彦のあなたに元気を（2009年 - 、RKB毎日放送）
- Changeの瞬間 〜がんサバイバーストーリー〜 （2021年5月9日・16日、朝日放送ラジオ）[6]

### 映画
- ごろつき2（1993年） - 元気
- 難波金融伝 ミナミの帝王 スペシャル劇場版（1995年） - 千脇康之
- 九ノ一金融道（2000年） - 依田哲也
- 博多ムービー ちんちろまい（2000年） - オスカー花城
- REFLECTION 呪縛の絆（2002年） - 宮下
- 日掛け金融地獄伝 こまねずみ常次朗（2006年） - 猫本完一
- 日掛け金融地獄伝 こまねずみ常次朗 〜悪徳金融死すべし〜（2006年） - 猫本完一
- Watch with Me 〜卒業写真〜 （2007年） - 野口重吉
- ラーメン侍（2012年） - 児島
- いのちスケッチ（2019年11月公開） - 焼き鳥二番大将 田中一平(亮太の父)

### Vシネマ
- 仁義なきイレブン（1993年、KSS FILMS） - 主演・ナベ源組幹部 邦雄
- 関西無敵会1・2（1995年、原作：どおくまん） - 主演・関西無敵会 二代目会長 赤盛桂介
- 極道の紋章 第七章（2008年） - 博多 牧原一家若頭 室井組組長 室井忠司

### テレビCM
- ハウス食品 「うまかっちゃん」「ほんしこ」

## 著書
高杢が単著で上梓した著書は2冊あり、いずれも新潮社より刊行された。
- チェッカーズ（2003年6月） ISBN 978-4104611010
- ガンが教えてくれた大切なもの（2004年10月） ISBN 978-4104611027